# Verbraucherorganisation
Eine Verbraucherorganisation, auch  Verbraucherschutzorganisation (schweizerisch Konsumentenschutzorganisation) oder Verbraucherverband, ist eine Organisation, die sich für die Belange von privaten Konsumenten einsetzt. Dies umfasst im Wesentlichen die rechtliche Beratung und die politische Vertretung von Bürgern, aber auch deren Interessen im Zusammenhang mit Bildung, Verbraucherschutz und Verbraucherinformation.
Verbraucherorganisationen sind meist Nichtregierungsorganisationen und national tätig, es gibt aber auch einige international agierende Organisationen. Ihre Körperschaftsformen sind oft gemeinnützige Vereine oder auch Stiftungen. Zur Aufklärung und Information der Verbraucher werden sie durch Publikationen, Demonstrationen oder Lobbyismus aktiv. Wichtige Themengebiete sind hierbei die Bekämpfung von Betrug und Etikettenschwindel (wie zum Beispiel auch das sogenannte Astroturfing), Missbrauch oder Umweltverschmutzung oder der Einsatz für Nachhaltigkeit, Produktsicherheit und Umweltschutz. Einige Organisationen führen vergleichende Warentests durch, um die Verbraucher unabhängig und objektiv über die Qualität von Produkten und Dienstleistungen zu informieren.

## Verbraucherorganisationen (Auswahl)

### Deutschland
- Stiftung Warentest, Berlin
- Verbraucherzentrale Bundesverband (vzbv), Berlin
- Deutscher Konsumentenbund
- Foodwatch
- Deutsche Umwelthilfe
- Pro Bahn

### Österreich
- Verbraucherschutzverein (VSV), Wien
- Verein für Konsumenteninformation (VKI), Wien

### Schweiz
- Associazione consumatrici e consumatori della Svizzera italiana (ACSI), Bellinzona
- Fédération romande des consommateurs (FRC), Lausanne
- Konsumentenforum (kf), Bern
- Stiftung für Konsumentenschutz (SKS), Bern

### Luxemburg
- Union Luxembourgeoise des consommateurs (ULC), Howald

### Europäische Union
- Europäischer Verbraucherverband (BEUC), Brüssel

### International
- Consumers International (CI), London
- International Consumer Research & Testing, London